# کرم موریس

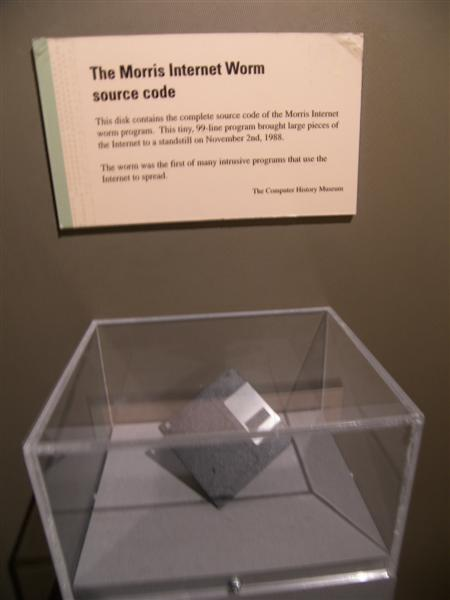
سورس کد کرم موریس در موزه تاریخچه رایانه.

کرم موریس (به انگلیسی: Morris worm) اولین کرم رایانه‌ای بود که در دوم نوامبر ۱۹۸۸ در اینترنت پخش شد.
رابرت تاپن موریس که   در نیویورک دانشجو بود برنامه‌هایی نوشت که می توانست به یک رایانه دیگر راه یابد و در آنها تکثیر شود. آن زمان ۸۸۰۰۰ رایانه به شبکه اینترنتی تحقیقاتی متصل بودند. این برنامه مخرب سبب شد تا در مدت کوتاهی ده درصد از رایانه‌های متصل به شبکه در آمریکا از کار بیفتند.
به دنبال این حادثه بنیاد مقابله با حوادث امنیتی (IRST) شکل گرفت که در هماهنگی فعالیت های مقابله با حملات ضد امنیتی آموزش و تجهیز شبکه ها و روش های پیش گیرانه نقش موثری داشت. با رایج تر شدن و استفاده عمومی از اینترنت مساله امنیت خود را بهتر و بیشتر نشان داد. از جمله این حوادث اختلال در امنیت شبکه wink/oils worm در سال ۱۹۸۹ ؛ sniff packet در سال ۱۹۹۴ بود. که مورد اخیر از طریق پست الکترونیک منتشر می‌شد و باعث افشای اطلاعاتی به شبکه ها و شبکه جهانی روز به روز افزایش یافته است. گرچه اینترنت در ابتدا با هدف آموزشی و تحقیقاتی گسترش یافت ولی امروزه کاربردهای تجاری و پزشکی و ارتباطی و شخصی فراوانی پیدا کرده است که ضرروت افزایش ضریب اطمینان آن را بیش از پیش روشن نموده است.

## ریشه نام
این کرم اولین بار در دوم نوامبر سال ۱۹۸۸ در فضای مجازی پخش شد و توسط یک دانشجوی دانشگاه کرنل به نام رابرت تاپان موریس نوشته شد و به همین علت هم به کرم موریس شهرت یافت.

## هدف از ساخت
هدف موریس از  نگارش  کدهای این کرم آسیب زدن به  رایانه  های متصل به  اینترنت  که در آن زمان از ۸۸ هزار  رایانه  فراتر نمی رفتند، نبود. او قصد داشت از این طریق ابعاد و میزان گستردگی  اینترنت  را اندازه گیری کند. اما  نقص  در  نگارش  کدهای برنامه موریس آن را در عمل به یک  نرم افزار  مخرب مبدل کرد. برنامه یادشده به گونه ای کدنویسی شده بود که حتی در صورت پاسخ مثبت به نصب آن بر روی یک  رایانه  باز هم خود را بر روی  سیستم  کپی می کرد و این کپی کردن های مکرر باعث می شد تا  رایانه  ها دچار اختلال شده و از کار بیفتند.